# V Festival olimpico invernale della gioventù europea
Il V Festival olimpico invernale della gioventù europea si è svolto nel 2001 a Vuokatti, in Finlandia, dall'11 al 15 marzo.

## Discipline sportive
Durante la terza edizione del Festival si sono disputati 28 eventi sportivi di 7 discipline.
- Biathlon (dettagli)
- Hockey su ghiaccio (dettagli)
- Pattinaggio di velocità (dettagli)
- Salto con gli sci (dettagli)
- Sci alpino (dettagli)
- Sci di fondo (dettagli)
- Snowboard (dettagli)

## Medagliere
Paese ospitante
| Pos.   | Paese       |    |    |    |    |
| ------ | ----------- | -- | -- | -- | -- |
| 1      | Russia      | 11 | 3  | 2  | 16 |
| 2      | Finlandia   | 3  | 2  | 8  | 13 |
| 3      | Italia      | 3  | 2  | 3  | 8  |
| 4      | Germania    | 3  | 2  | 2  | 7  |
| 5      | Norvegia    | 1  | 4  | 4  | 9  |
| 6      | Austria     | 1  | 4  | 1  | 6  |
| 7      | Rep. Ceca   | 1  | 3  | 0  | 4  |
| 8      | Svezia      | 1  | 2  | 1  | 4  |
| 9      | Paesi Bassi | 1  | 1  | 1  | 3  |
| 9      | Polonia     | 1  | 1  | 1  | 3  |
| 11     | Svizzera    | 1  | 1  | 0  | 2  |
| 12     | Slovenia    | 1  | 0  | 1  | 2  |
| 13     | Bielorussia | 0  | 1  | 2  | 3  |
| 13     | Francia     | 0  | 1  | 2  | 3  |
| 15     | Lituania    | 0  | 1  | 0  | 1  |
| Totale | Totale      | 28 | 28 | 28 | 84 |